# Wuyue
Wuyue (en xinès simplificat, 吴越; en xinès tradicional, 吳越; en pinyin, Wúyuè) va ser un regne costaner independent fundat per Qian Liu durant el període de les Cinc Dinasties i Deu Regnes de la Història de la Xina, el qual va existir entre els anys 907 i 978. Estigué governat per la família Qian, un cognom que encara roman estès a l'antic territori del regne.
Amb la seva capital a Hangzhou, també anomenada "Xifu", el regne incloïa l'actual Zhejiang, Xangai i la part sud de la província de Jiangsu. En les primeres dècades de la seva existència, Wuyue limitava amb el Regne Min al sud i el Regne Tang del Sud a l'oest i al nord. Amb la rebel·lió de Yin de Min el 943, Wuyue va tenir breument una tercera frontera. No obstant això, en poc temps, Wuyue va quedar completament encerclat (excepte el mar de la Xina Oriental), ja que tant Yin com Min van ser absorbits pel Tang del Sud el 945, quan Wuyue va absorbir part de la part nord de Fujian del Regne Min. En 978 l'últim rei de Wuyue, Qian Chu, va jurar lleialtat a la dinastia Song, salvant el seu poble de la guerra i la destrucció econòmica. Mentre Qian Chu romania nominalment rei, Wuyue va ser absorbit per la dinastia Song, posant fi efectivament al regne. L'últim rei va morir l'any 988.
La població era d'aproximadament 550.700 llars, amb molta gent vivint en nuclis comercials i ports marítims importants.